# Лозиште
Лозиште (алб. Llozishti) је насеље у општини Звечан, Косово и Метохија, Република Србија.

## Географија
Лозиште је мало насеље на присојним падинама Крша и Градине, а крај Кула је између Дебелог Брда и Ибра. Кроз оба насеља пролази пут, који се одваја од главног пута Митровица—Бањска и води на север долином Ибра. Куће су са обе стране пута.

## Историја
Назив насеља забележен је 1761. године као село Лозиште у Бањској. Од старог села остало је гробље, а ту је и данашње, непосредно до железничке станице. На Шетоњском Брду је Шетоњин Гроб, о коме се сада ништа не казује. Ту има закопа од некаквих давно порушених зграда. На Градини нема видних остатака од града. На Кршу, повише Куле, познаје се „тепе“, тј. остаци некаквог утврђења, вероватно путне стражарнице. Гробље за Кулу је у селу Локви. После ослобођења 1912. године основало се посебно гробље недалеко од кућа, у коме је први укопан погинули ратник од рода Луковића (погинуо у Дреници). Лозиште су заселили досељеници у првој половни 19. века, а Кула 1910. година.

## Порекло становништва по родовима
Родови у Лозишту:
- Пејановићи, Живковићи (2 куће), су од Станковића у Житковцу.
- Недељковићи (9 кућа, слава Св. Петка), су Гашани, дед из Врбнице у Дреници у коме и сада имају род. По предању они су у Метохију сишли однекуд из Црне Горе. Вукадиновићи и Радомировићи у Сеоцу у Слатини, у копаоничком Ибру, су од њих.

Родови у Кули су:
- Луковићи, Радосављевићи (3 куће, слава Ђурђевдан), су Дробњаци, прешли из Локве; имају одсељене одељаке у селу Томином Потоку код Прокупља.

## Становништво
| Година       | 1948 | 1953 | 1961 | 1971 | 1981 | 1991 | 2011 |
| ------------ | ---- | ---- | ---- | ---- | ---- | ---- | ---- |
| Становништво | 78   | 84   | 72   | 67   | 57   | 48   | 47   |

|  |